# Escut de Torrelavit

Escut oficial de Torrelavit

L'escut oficial de Torrelavit té el següent blasonament:
Escut caironat partit: 1r de sinople, un castell d'or tancat de gules; 2n d'or, un raïm de porpra pampolat de sinople; el peu general d'or i quatre pals de gules. Per timbre, una corona mural de poble.

## Història
Va ser aprovat el 17 de gener del 2002 i publicat al DOGC el 5 de febrer del mateix any amb el número 3568.
L'escut presenta tradicionalment els emblemes dels dos pobles que formen el municipi: el castell de Terrassola (del segle xi) i el raïm de Lavit, cap del municipi. Al peu hi ha els quatre pals de Catalunya, ja que el castell de Lavit (segle x) pertanyia a la Corona.